# Tana (Kommune)
Tana (nordsamisch: Deatnu) ist eine norwegische Kommune im Fylke Finnmark. Die Kommune hat 2798 Einwohner (Stand: 1. Januar 2025). Verwaltungssitz ist die Ortschaft Tana bru (samisch: Deanušaldi).

## Geografie

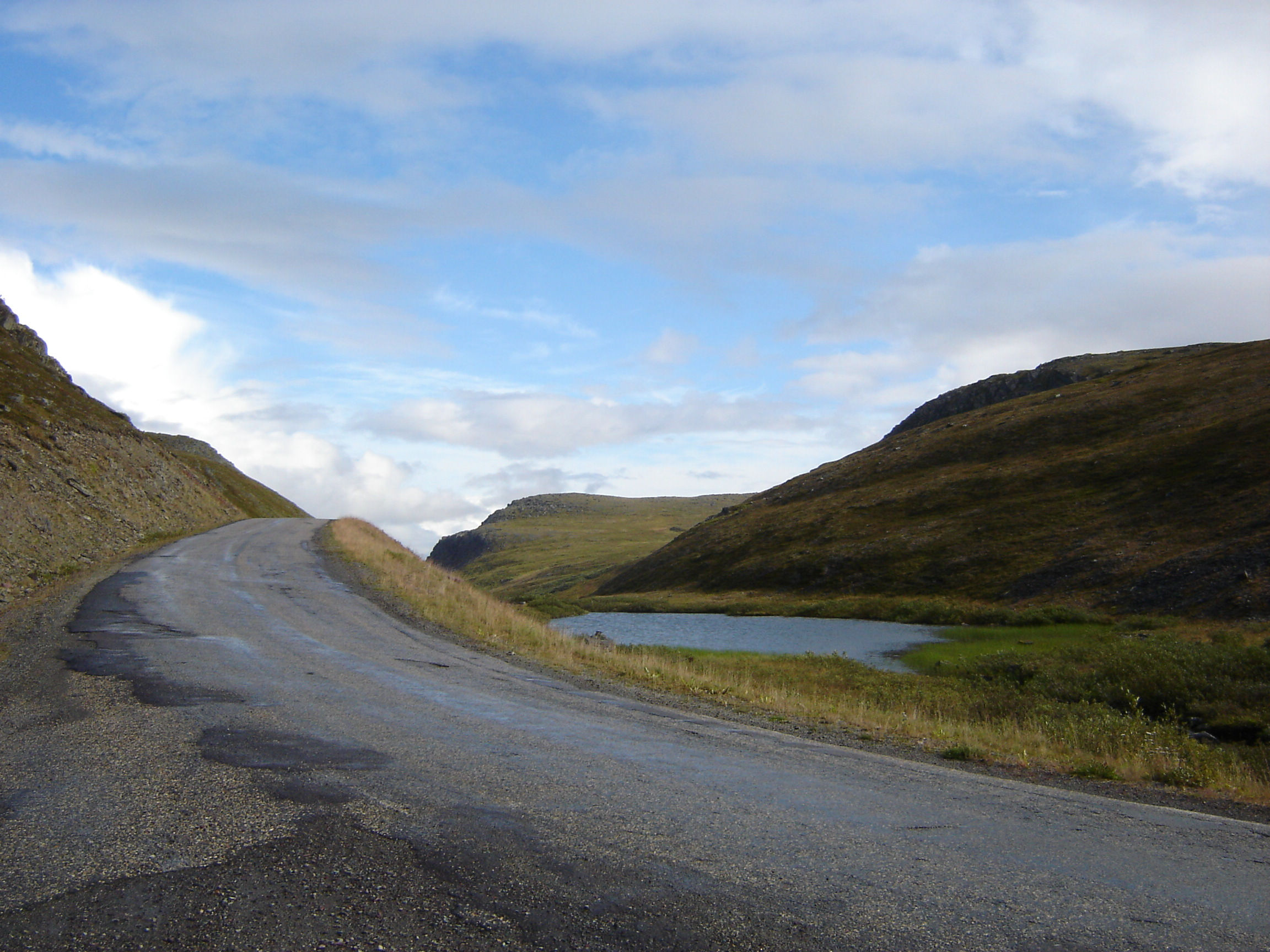
Das Fjellgebiet Ifjordfjellet in Tana

Die Gemeinde liegt im Nordosten Norwegens und grenzt an Berlevåg im Norden, Vadsø im Nordosten, Nesseby im Osten, Karasjok im Südwesten sowie Porsanger, Lebesby und Gamvik im Westen. Zwischen Berlevåg und Vadsø besteht im Nordosten an einem Punkt eine Grenze zur Kommune Båtsfjord. Im Süden von Tana liegt Finnland. Flächenmäßig ist Tana die fünftgrößte Kommune Norwegens (Stand: 2021).
Als Grenzfluss zu Finnland dient über eine lange Strecke hinweg der Fluss Tana (samisch: Deatnu, finnisch: Tenojoki). Er knickt später in den Norden ab und mündet in den sich aus dem Norden in das Land einschneidenden Tanafjord (samisch: Deanuvuotna). Die Tana mit ihrem breiten Lauf zieht sich durch ein steil von der Hochebene Finnmarksvidda abfallendes Tal. Das Tana-Delta gehört zu den größten unberührten Deltagebieten Europas. Die Erhebung Rásttigáisá auf der Westgrenze zu Lebesby stellt mit einer Höhe von 1066,78 moh. den höchsten Punkt der Kommune Tana dar.

## Einwohner
Die Einwohner gehören zu einem großen Teil dem Volk der Samen an. Tana bru ist der einzige sogenannte Tettsted, also die einzige Ansiedlung, die für statistische Zwecke als eine städtische Siedlung gewertet wird. Zum 1. Januar 2024 lebten dort 746 Einwohner. Weitere kleinere Orte sind unter anderem Skiippagurra und Ruostefielbmá.
Die Einwohner der Gemeinde werden Tanaværing genannt. Offizielle Schriftsprache ist Bokmål, also die weiter verbreitete der beiden norwegischen Sprachformen. Da Tana Teil des samischen Verwaltungsgebiets ist, ist die norwegische Sprache dem Samischen gleichgestellt. Die Einwohner haben folglich unter anderem einen Anspruch darauf, die Kommunikation mit öffentlichen Organen in einer samischen Sprache laufen zu lassen.
| Jahr          | 1986 | 1990 | 1995 | 2000 | 2005 | 2010 | 2015 | 2020 | 2025 |
| ------------- | ---- | ---- | ---- | ---- | ---- | ---- | ---- | ---- | ---- |
| Einwohnerzahl | 3309 | 3195 | 3272 | 3074 | 3037 | 2912 | 2909 | 2918 | 2798 |

## Geschichte

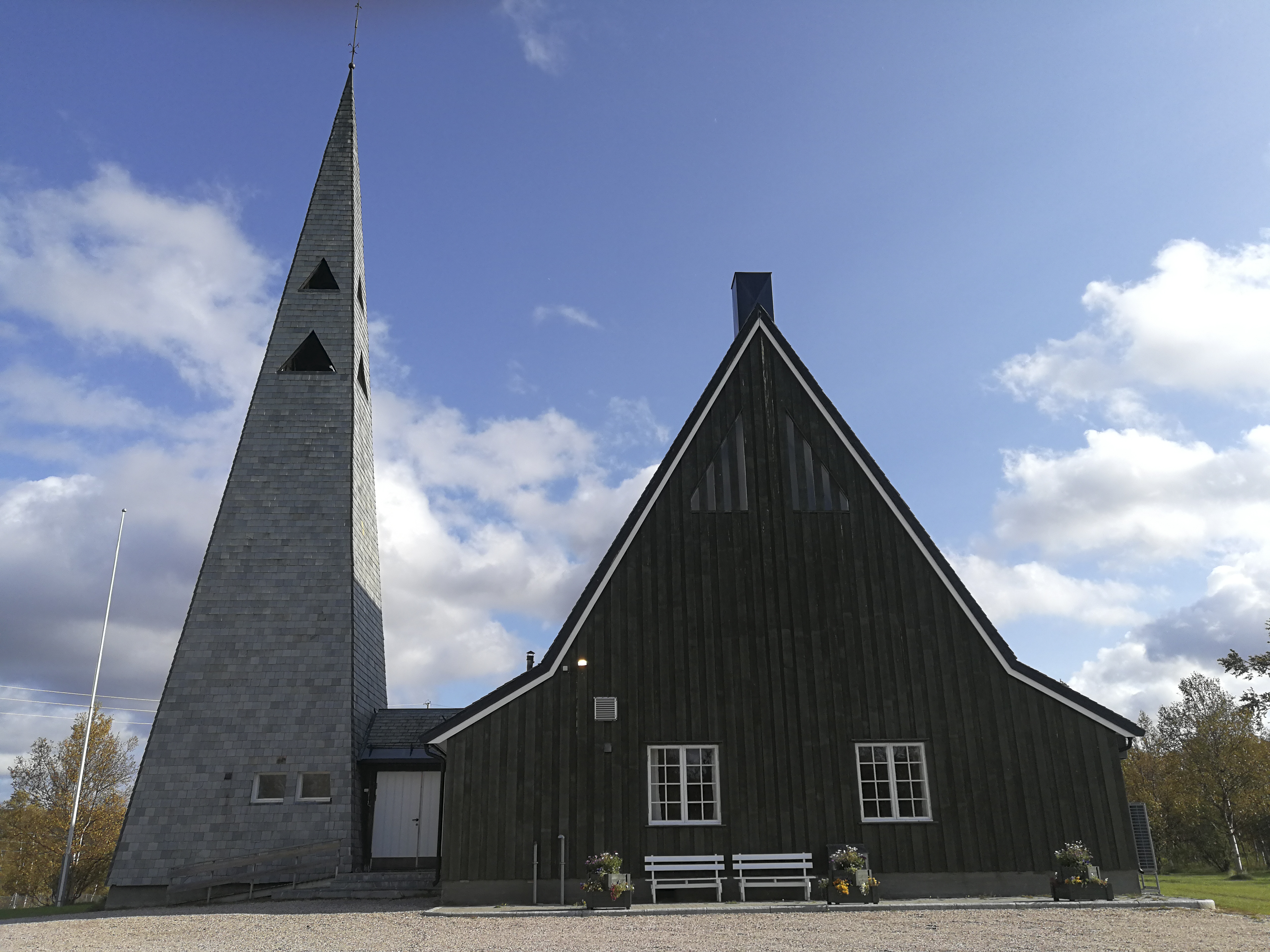
Tana kirke

Die Kommune entstand im Jahr 1864, als sie von Lebesby abgespalten wurde. Lebesby verblieb dabei mit 592 Einwohnern, die neue Gemeinde Tana hatte bei ihrer Gründung 1388 Einwohner. Zum 1. Januar 1914 wurden von Tana die beiden Kommunen Gamvik mit 1371 und Berlevåg mit 784 Einwohnern abgespalten. In Tana selbst lebten danach noch 1426 Personen. Zum 1. Januar 1964 wurde die von 1072 Personen bewohnte Gemeinde Polmak in das zu diesem Zeitpunkt 2237 Einwohner habende Tana eingegliedert. Polmak wiederum war 1903 durch die Ausgliederung von Nesseby entstanden.
In der Kommune liegen mehrere Kirchen. Die Tana kirke ist eine Holzkirche aus dem Jahr 1964. Ihr Turm hat eine Höhe von 26 Metern. Die Polmak kirke wurde 1853 fertiggestellt. Auch sie wurde in Holz erbaut.

## Wirtschaft und Infrastruktur

### Verkehr

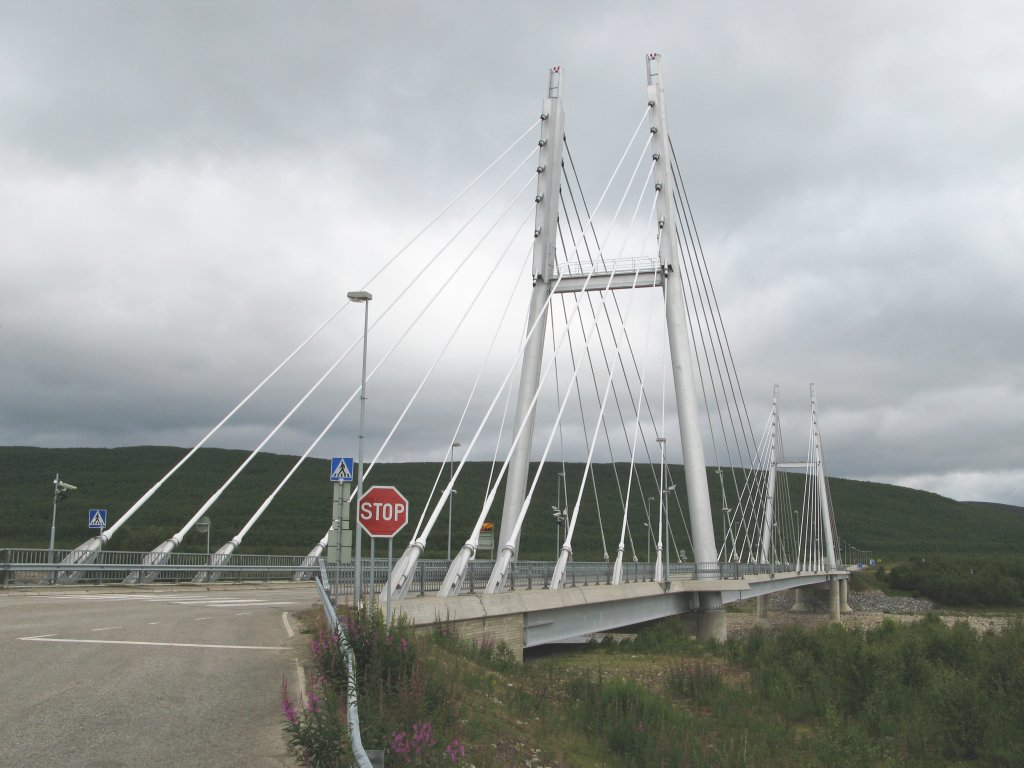
Saamen silta mit Blick Richtung Norwegen

Aus dem Südwesten entlang der finnischen Grenze führt die Europastraße 6 (E6) durch die Kommune. Die Europastraße 75, die von Finnland über die Straßenbrücke Saamen silta nach Norwegen führt, mündet im südlichen Gemeindegebiet in die E6. Gemeinsam mit dem Fluss Tana knickt die E6 weiter östlich in den Norden ab. Bei der Ortschaft Tana bru überquert die Straße den Fluss, führt erneut ein Stück in den Süden und ändert dann ihren Verlauf Richtung Osten. Von Tana bru weiter in den Norden führen der Fylkesvei 98 am westlichen Tana-Ufer und der Fylkesvei 890 im Osten. Der Fylkesvei 890 stellt die Verbindung in die Kommunen Berlevåg und Båtsfjord her.

### Wirtschaft
Landwirtschaft wird in der Kommune häufig in Verbindung mit der Fischerei betrieben. Vor allem die Lachsfang in der Tana ist von größerer Bedeutung. Er wird auch in größerem Umfang von Touristen betrieben. Im Bereich der Landwirtschaft ist die Rentierhaltung verbreitet. Im Jahr 2020 arbeiteten von etwa 1400 Arbeitstätigen rund 1100 in Tana selbst, der Rest verteilte sich auf Kommunen wie Vadsø, Nesseby und Sør-Varanger.

## Name und Wappen
Das seit 1984 offizielle Wappen der Kommune zeigt drei goldene Boote auf einem roten Hintergrund. Es soll die Bedeutung der Boote für das Befahren des Flusses Tana darstellen. Der Gemeindename leitet sich vom samischen Flussnamen Deatnu ab. Dieser bedeutet „großer Fluss“.

## Persönlichkeiten
- Kathrine Johnsen (1917–2002), norwegisch-samische Lehrerin und Rundfunkmitarbeiterin
- Martin Schanche (* 1945), Autorennfahrer, sechsfacher FIA-Rallycross-Europameister
- Sigleif Johansen (* 1948), Biathlet
- Elisabeth Erke (* 1962), Politikerin
- Siri Broch Johansen (* 1967), norwegisch-samische Schriftstellerin, Dramatikerin und Sängerin
- Hanne Ørstavik (* 1969), Schriftstellerin
- Signe Trosten (* 1970), Biathletin
- Helga Pedersen (* 1973), Politikerin
- Maja Gunvor Erlandsen (* 1989), Europameisterin im Ringen 2012
- Ella Marie Hætta Isaksen (* 1998), norwegisch-samische Sängerin